# Kasma Daniel
Kasma Daniel Kasmayuddin (Jor Baru, 2 de setembro de 2000), conhecido apenas como Kasma Daniel, é um motociclista malaio que compete na MotoGP (Moto3), pela equipe Onexox TKKR SAG Team.

## Carreira
Em 2019, disputou a FIM CEV Repsol Moto2 pela Dynavolt Intact SIC Junior Team. Sem usar o prenome Kasma, obteve um segundo lugar na etapa de Aragão como melhor resultado, ficando em décimo lugar, com 54 pontos.
Na MotoGP, fez sua estreia em 2017, disputando o  GP da Malásia. Pilotando uma Honda NSF250RW da SIC Racing Team, abandonou devido a um acidente.
Para 2020, fechou com a Onexox TKKR SAG Team para disputar a temporada da Moto2, correndo com uma Kalex. Em 15 provas, Kasma Daniel não chegou nenhuma vez à zona de pontuação, ficando do 20° lugar para baixo nas 8 provas que terminou, além de ter abandonado 6 corridas e ter sua participação no GP da França negada por exceder o limite de velocidade nos boxes durante os treinos. Fechou o campeonato em 31°.